# 仁賀保誠信
仁賀保 誠信（にかほ しげのぶ）は、江戸時代前期から中期にかけての旗本。

## 経歴
寛文10年（1670年）に家督を継ぎ、延宝8年（1680年）、5代将軍・徳川綱吉に拝謁する。元禄9年（1696年）小姓組に列する。翌年津山藩主の森衆利が継承挨拶のために江戸に出府途中に伊勢で発狂し改易。水谷勝阜、赤井時尹らとともに津山に赴き津山城請取の任を務める。元禄11年（1698年）、火事場目付となり、元禄13年（1700年）の廃止まで務める。元禄16年（1703年）、小姓組組頭となり、布衣の着用を許される。
子がおらず、養子の誠依（都築為昌の次男）が家督を継いだ。

## 系譜
- 父：仁賀保誠尚
- 母：桑山貞寄の娘
- 正室：稲垣重氏の娘
- 養子：仁賀保誠依 - 都築為昌の次男